# Friedrich von Starck
Johann Carl Friedrich von Starck (* 26. April 1790 in Gilserhof; † 24. Dezember 1864 in Hanau) war ein kurhessischer Generalmajor und von 1833 bis 1841 Mitglied der kurhessischen Ständeversammlung.

## Leben

### Familie
Sein Vater Friedrich von Starck (* 30. Mai 1761 in Gilserhof; † 27. März 1806 in Moischeid) wurde Herr auf Moischeid, das er 1798 erwerben konnte. Er heiratete am 5. Juli 1785 in Treysa Marie Friederike (* 22. September 1762 in Treysa; † 10. September 1847 in Kassel), eine geborene Schleiermacher. Friedrichs älterer Bruder Wilhelm August von Starck (* 3. August 1787 Gilserhof; † 21. November 1856 Moischeid) wurde kurhessischer Kriegs- und Staatsrat. Auch er war Mitglied der kurhessischen Ständeversammlung. Dessen Sohn Wilhelm Friedrich von Starck war Staatsminister in Schwarzburg-Rudolstadt.
Friedrich und sein Bruder Wilhelm August wurden die Begründer der beiden Linien der Familie von Starck. Ihre Nachkommen erhielten am 20. August 1888 von Wilhelm II. eine preußische Adelsanerkennung. Das Diplom wurde an Bord der Kaiseryacht Alexandria ausgestellt.

### Beruflicher Werdegang
Starck wurde Oberstleutnant im Leibregimentder Kurhessischen Armee und später Chef der Landgendarmerie. Er war von 1833 bis 1838, dem 4. und 5. Landtag, für den Grafen von Ysenburg-Büdingen und von 1839 bis 1841, dem 7. Landtag, für den Landgrafen Friedrich, Mitglied der kurhessischen Ständeversammlung.
Ab 1841 bis 1843 war Starck Kommandeur des 3. Infanterie-Regiments in Hanau, Kommandant von Fulda sowie Zweiter Kommandant in Kassel. Er starb am Weihnachtsabend 1864, im Alter von 74 Jahren, als kurhessischer Generalmajor außer Dienst in Hanau.

### Ehe und Nachkommen
Friedrich von Starck heiratete im Juni 1822 Luise von Spiegel zu Desenberg (* 3. Januar 1806; † 12. Juli 1846). Aus der Ehe gingen acht Kinder hervor. Der älteste Sohn Karl von Starck (* 6. Januar 1825 in Kassel) starb am 18. September 1894 in Hann. Münden als preußischer Oberstleutnant. Sein jüngerer Bruder Friedrich von Starck (* 14. Juli 1826 in Kassel; † 23. November 1893 in Neapel) wurde preußischer Oberst. Zwei weitere Brüder wurden Pfarrer und einer Rechtsanwalt und Notar.